# Helina inscia
Helina inscia este o specie de muște din genul Helina, familia Muscidae. A fost descrisă pentru prima dată de Walker în anul 1858. Conform Catalogue of Life specia Helina inscia nu are subspecii cunoscute.